# El Muertecito
El Muertecito är en ort i Mexiko.   Den ligger i kommunen Guadalupe y Calvo och delstaten Chihuahua, i den nordvästra delen av landet, 1 100 km nordväst om huvudstaden Mexico City. El Muertecito ligger 2 695 meter över havet och antalet invånare är 109.
Terrängen runt El Muertecito är huvudsakligen kuperad, men västerut är den bergig. Runt El Muertecito är det mycket glesbefolkat, med 6 invånare per kvadratkilometer. Närmaste större samhälle är Guadalupe y Calvo, 10,0 km nordost om El Muertecito. I omgivningarna runt El Muertecito växer huvudsakligen savannskog.